# أنتوني باول
أنتوني باول (بالإنجليزية: Anthony Powell)‏‏ (21 ديسمبر 1905 في لندن - 28 مارس 2000 ) كاتب، وروائي، وكاتب يوميات، وناقد أدبي من المملكة المتحدة.

## الجوائز
- نيشان الامبراطورية البريطانية من رتبة قائد
- الجائزة التذكارية لجيمس تايت بلاك [الإنجليزية]‏

## روابط خارجية
- أنتوني باول على موقع IMDb (الإنجليزية)
- أنتوني باول على موقع الموسوعة البريطانية (الإنجليزية)
- أنتوني باول على موقع إن إن دي بي (الإنجليزية)